# Želodnik
Želodnik je naselje v Občini Domžale.